# 比绍夫赛姆
比绍夫赛姆（法語：Bischoffsheim，法語發音：[biʃofsaim] ⓘ）是法国下莱茵省的一个市镇，属于莫尔塞姆区。

## 地理
比绍夫赛姆（48°29'13"N, 7°29'22"E）面积12.33 平方千米，位于法国大東部大區下莱茵省，该省份为法国大陆部分最东部的省份，是阿尔萨斯的一部分，今与上莱茵省组成了阿尔萨斯欧洲集体，其南至上莱茵省，西南接孚日省和默尔特-摩泽尔省，西接摩泽尔省，北与德国接壤。
与比绍夫赛姆接壤的市镇（或旧市镇、城区）包括：布莱赛姆、伯尔什、莫尔塞姆附近格里赛姆、因迪赛姆、伊讷奈姆、克罗泰尔热尔桑、奥贝奈、罗赛姆。
比绍夫赛姆的时区为UTC+01:00、UTC+02:00（夏令时）。

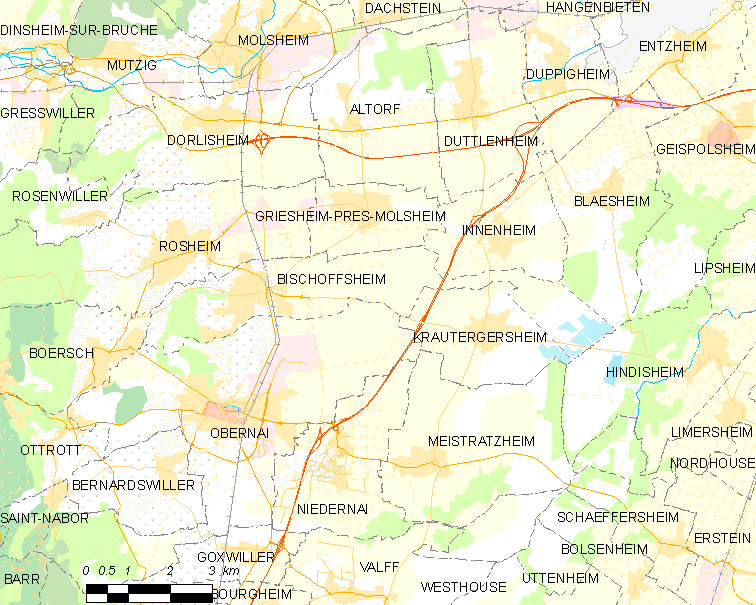
比绍夫赛姆的OSM定位图

## 行政
比绍夫赛姆的邮政编码为67870，INSEE市镇编码为67045。

## 政治
比绍夫赛姆所属的省级选区为莫尔塞姆县。

## 人口

1962-2008年间比绍夫赛姆人口变化图示

比绍夫赛姆于2022年1月1日时的人口数量为3360人。